# Basil Feilding, IV conte di Denbigh
Basil Feilding, IV conte di Denbigh (Inghilterra, 1668 – Inghilterra, 18 marzo 1717), è stato un nobile e politico inglese.

## Biografia
Basil Feilding nacque nel 1668, figlio di William Feilding, III conte di Denbigh e di sua moglie, Mary King.
Fielding ereditò la contea di Denbigh e quella irlandese di Desmond nel 1685 alla morte di suo padre.

## Matrimonio e figli
Sposò Hester Firebrace, figlia di sir Basil Firebrace, I baronetto, il 22 giugno 1695. La coppia ebbe insieme otto figli, tra cui il suo erede William Feilding, V conte di Denbigh e IV conte di Desmond (1697–1755). Basil Fielding morì il 18 marzo 1717.